# Akata Witch
Akata Witch (titre original : Akata Witch) est un roman de fantasy de Nnedi Okorafor publié en 2011 puis traduit en français et publié en 2020. Ce roman est le premier de la série Akata, suivi par Akata Warrior paru en 2017.

## Éditions
- Akata Witch, Viking Press, 14 avril 2011, 349 p.  (ISBN 978-0-670-01196-4)
- Akata Witch, L'École des loisirs, coll. « Médium + », 12 février 2020, trad. Anne Cohen Beucher, 384 p.  (ISBN 978-2-211-30434-4)

## Prix et distinctions
- Prix des libraires du Québec Jeunesse 2021 (catégorie Hors Québec 12-17 ans)[3].